# Tom Vilsack

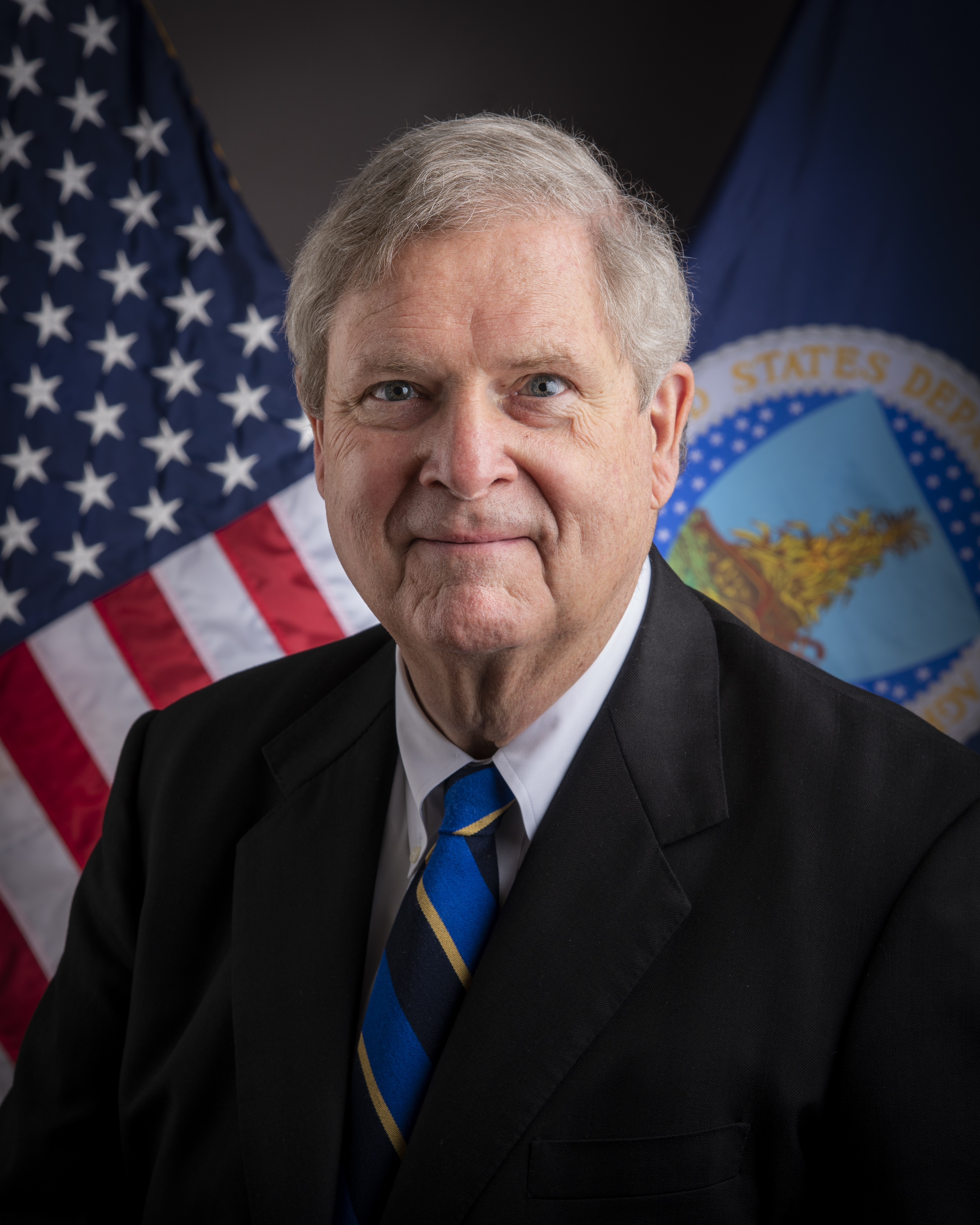
Tom Vilsack (2021)

Thomas James „Tom“ Vilsack  (* 13. Dezember 1950 in Pittsburgh, Pennsylvania) ist ein US-amerikanischer Politiker der Demokratischen Partei. Vom 24. Februar 2021 bis 20. Januar 2025 war Vilsack Landwirtschaftsminister im Kabinett von US-Präsident Joe Biden, eine Funktion, die er bereits zwischen 2009 und 2017 unter US-Präsident Obama bekleidete. Zuvor amtierte Vilsack von 1999 bis 2007 als Gouverneur des Bundesstaats Iowa.

## Familie, Ausbildung und Beruf
Vilsack wurde im Jahr 1951 adoptiert. 1972 schloss er das Studium am Hamilton College in Clinton im Bundesstaat New York mit dem Bachelor ab. Dort lernte er Anfang der 1970er Jahre seine spätere Frau Christie kennen. Im Jahr 1975 schloss er das Jurastudium an der Albany Law School ab. Danach zogen er und seine Frau in deren Geburtsstadt, Mount Pleasant in Iowa. Seine politische Karriere fing im Jahr 1987 mit dem Amt des Bürgermeisters von Mount Pleasant an. 
Tom Vilsack gehört der römisch-katholischen Kirche an.

## Politische Laufbahn

### Gouverneur von Iowa
Vilsack war von 1999 bis 2007 der 40. Gouverneur von Iowa. Während seiner Amtszeit profilierte er sich besonders als Gentechnik-Befürworter. So half Vilsack im Mai 2001 dabei, die „Governors Biotechnology Partnership“, eine „Vermittlungsstelle“ für demokratische und republikanische Gouverneure zu gründen, um diese über die „Fortschritte in der Entwicklung“ der Gentechnik „aufzuklären“ und das „Verständnis“ für diese Hochtechnologie zu fördern. Dieser Initiative gehörten bald mehr als 20 Gouverneure an, unter anderem der Präsidenten-Bruder Jeb Bush. Für seine Verdienste wurde Tom Vilsack 2001 von der Gentechnikindustrie zum „Gouverneur des Jahres“ gewählt.
Für kurze Zeit bewarb er sich innerhalb der Vorwahl der Demokraten für die US-Präsidentschaftswahl 2008, zog sich jedoch bereits am 23. Februar 2007 aus dem Rennen zurück, was er mit Finanzierungsproblemen begründete. Am 12. Januar 2007 übergab er das Gouverneursamt an seinen am 7. November 2006 gewählten Nachfolger Chet Culver.

### Landwirtschaftsminister der Vereinigten Staaten
Tom Vilsack wurde von Barack Obama am 17. Dezember 2008 während des Präsidentschaftsübergangs als zukünftiger Landwirtschaftsminister der Regierung Obama benannt. Diese Entscheidung löste teilweise Widerspruch aus; so organisierte die Organic Consumers Association (OCA) eine massive Kampagne gegen eine Ernennung Vilsacks. Kritiker bemängeln, dass er als ein erklärter Befürworter der Gentechnologie zu sehr für die Interessen von Saatgutkonzernen wie Monsanto und Pioneer Hi-Bred und zu wenig Bio-Bauern und eine nachhaltige Landwirtschaft unterstütze. Am 20. Januar 2009, dem Tag von Obamas Amtsübernahme, wurde Vilsacks Ernennung dennoch vom Senat per Akklamation bestätigt. Bei der State of the Union Address im Jahr 2012 war Vilsack Designated Survivor, das heißt, im Falle eines Anschlages auf das Kapitol hätte er als höchstrangiger Überlebender die Nachfolge Obamas als Präsident angetreten. Mit der Ablösung der Regierung Obama im Januar 2017 durch die Regierung Trump endete auch die Amtszeit Vilsacks. Er trat bereits einige Tage zuvor, am 13. Januar 2017, zurück, als letzter, der von Beginn der Amtszeit Obamas an dem Kabinett angehört hatte.
Hillary Clinton erwog als Bewerberin der Demokraten für die Präsidentschaftswahl 2016, Vilsack zu ihrem Running Mate und Kandidaten für die Vizepräsidentschaft zu machen. Die Washington Post berichtete im Juli 2016, Vilsack sei einer der letzten beiden Kandidaten gewesen und am Ende nur Tim Kaine unterlegen, der Clintons Running Mate wurde.

### Nach dem Ministeramt

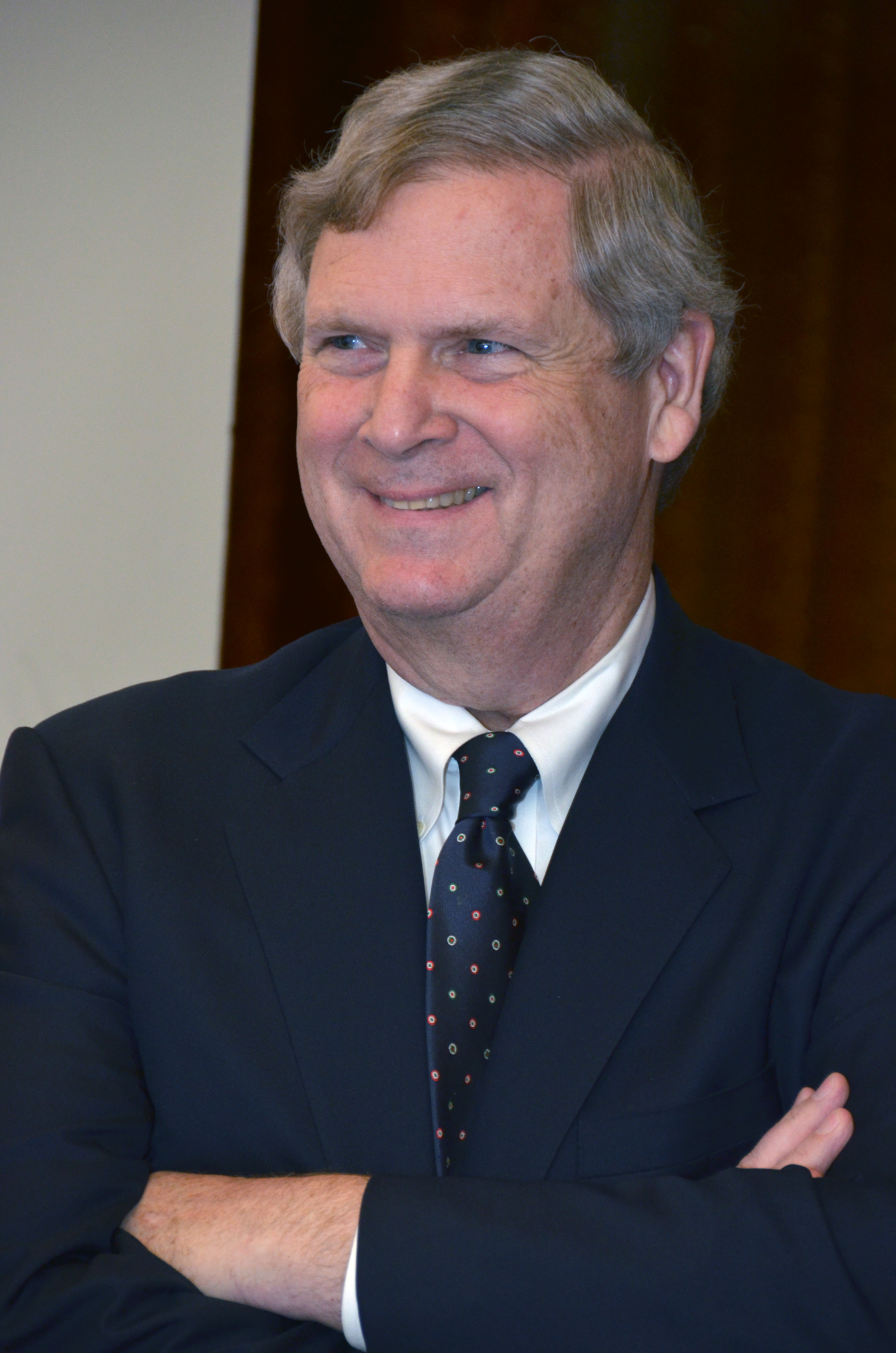
Tom Vilsack (2016)

Vilsack wurde Präsident des US Dairy Export Council, einer Lobbygruppe für den Export von Milchprodukten.
Vilsack galt als möglicher Kandidat der Demokraten bei der Wahl zum Senat der Vereinigten Staaten 2020 gegen die republikanische Mandatsinhaberin Joni Ernst, er entschied sich aber im Februar 2019 gegen eine Kandidatur.

### Zweite Amtszeit als Minister
Am 10. Dezember 2020 nominierte der designierte US-Präsident Joe Biden Vilsack abermals für das Amt des Landwirtschaftsministers in seiner kommenden Administration. Seine Ernennung wurde am 23. Februar 2021 vom Senat bestätigt. Am folgenden Tag legte er den Amtseid ab und trat sein Amt an.